# Дронина, Татьяна Николаевна
Татьяна Николаевна Дронина (род. 16 ноября 1978 года, Балашиха) — российская гандболистка, крайняя нападающая, чемпионка мира 2009 года, заслуженный мастер спорта (2009).

## Биография
Воспитанница московской СДЮСШОР № 53, выпускница Московской гуманитарно-социальной академии. Спортивную карьеру начала в столичной команде «Вешняки», в 1999 году получила звание мастера спорта и перешла в волгоградскую «Акву». В составе «Аквы» Татьяна Дронина становилась чемпионкой России (в 2000 и 2001 годах) и обладателем серебряной медали (2002).
Летом 2002 года из-за серьёзных финансовых проблем в волгоградском клубе перешла в «Ростсельмаш», а в 2005 году продолжила карьеру в звенигородской «Звезде» и помогла этой команде выйти в Суперлигу. В течение четырёх сезонов подряд (2003—2006) Татьяна Дронина выигрывала бронзовые медали чемпионатов России.
В 2005 году впервые была приглашена на учебно-тренировочный сбор национальной сборной России и приняла участие в ряде товарищеских матчей, но не попала в заявку главной команды страны на Кубок мира и чемпионат планеты в Санкт-Петербурге.
В 2008 году Татьяна Дронина вернулась в гандбол после почти полуторагодичного перерыва, связанного с рождением сына Дмитрия, и сезон-2008/09 начала в команде ГК-53. Возвращение получилось очень успешным — в столичной команде Дронина вновь напомнила о себе как об одной из сильнейших крайних нападающих и вскоре была приглашена в «Звезду», в составе которой выиграла серебряную медаль чемпионата России и национальный Кубок. По итогам сезона Татьяна вошла в семёрку лучших игроков чемпионата страны.
В 2009 году была вызвана Евгением Трефиловым в сборную России и сыграла на чемпионате мира в Китае, завершившемся победой российской команды.
С июля 2010 года являлась игроком «Лады», в составе тольяттинской команды выиграла бронзовую медаль чемпионата России-2010/11. В сезоне-2011/12 вновь выступала за «Звезду», в первой половине следующего сезона — за краснодарскую «Кубань».